# Gare de Bry-sur-Marne (RATP)
Ne doit pas être confondu avec Gare de Bry-sur-Marne (SNCF) ou Gare de Villiers - Champigny - Bry.
La gare RATP de Bry-sur-Marne est une gare ferroviaire française située sur le territoire de la commune de Bry-sur-Marne, dans le département du Val-de-Marne, à proximité immédiate de la commune de Noisy-le-Grand, située dans le département voisin de la Seine-Saint-Denis, en région Île-de-France.
Elle est mise en service en 1977 par la Régie autonome des transports parisiens (RATP) et est desservie par les trains de la ligne A du RER d'Île-de-France.

## Situation ferroviaire
La gare est située au point kilométrique (PK) 37,95 de la branche « Est » du RER A, entre les gares de Neuilly-Plaisance et de Noisy-le-Grand-Mont d'Est.
À l’extrémité orientale de la gare, les voies passent sous celles de la ligne de Bobigny à Sucy - Bonneuil, gérée par SNCF Réseau, et dont la ligne possède également une gare sur la même commune : la gare SNCF de Bry-sur-Marne. Cette dernière, placée plus près du centre-ville que celle du RER, a été construite dans les années 1930 et ne sert plus qu'au fret.

## Histoire
La gare fut ouverte le 9 décembre 1977 dans le but d'accompagner le développement de la ville nouvelle de Marne-la-Vallée, tout en desservant la commune de Bry-sur-Marne, qui fait partie du secteur 1 de la ville nouvelle, Porte de Paris.
Selon la RATP, la fréquentation annuelle en 2021 est estimée à 1 925 748 voyageurs.

## Service des voyageurs

### Accueil

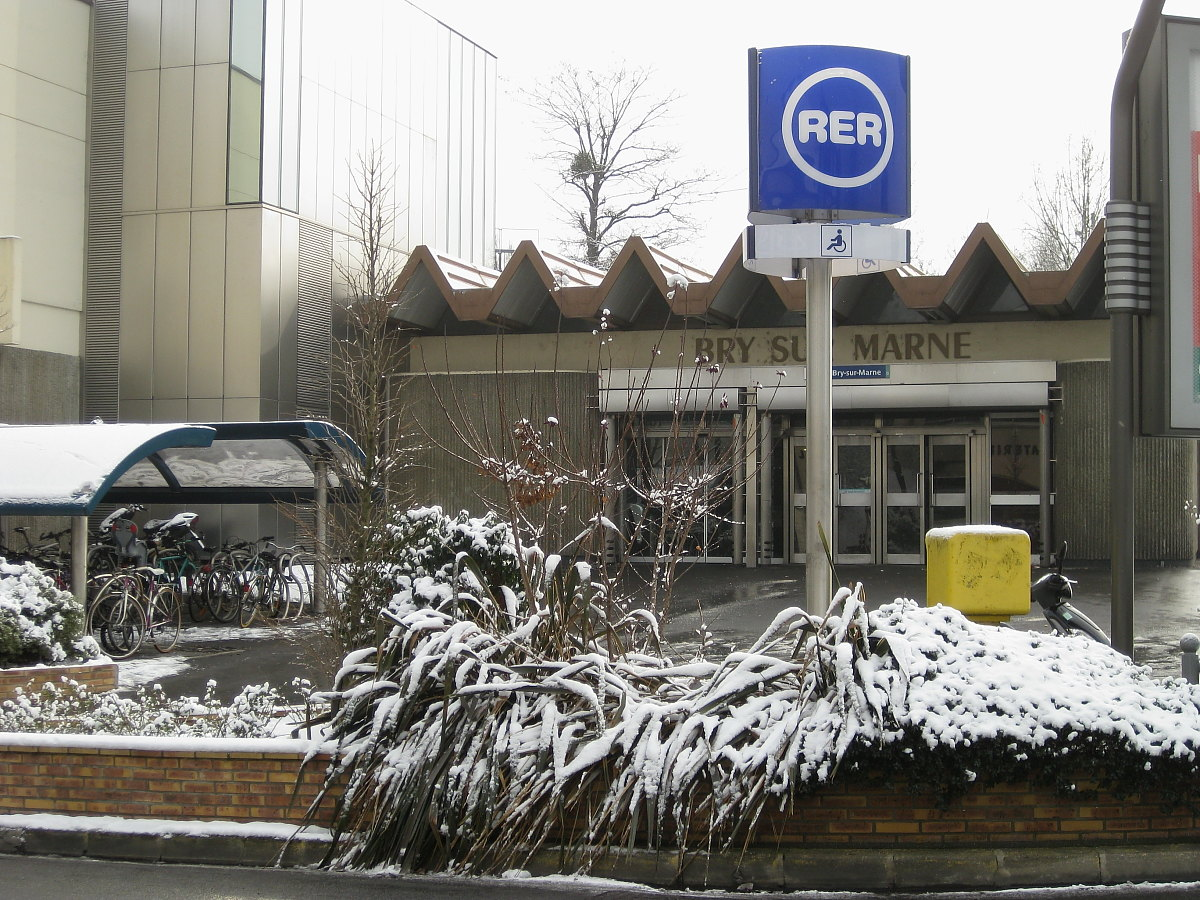
L'accès au bâtiment voyageurs sous la neige.

La gare ne dispose que d'une unique sortie. Elle est accessible aux personnes à mobilité réduite. Deux ascenseurs ont été construits pour donner accès à chaque quai.
Le premier, donnant accès au quai en direction de Paris, est extérieur au bâti existant : une colonne a donc été ajoutée, à l'emplacement de l'ancien garage à vélos. Le second, sur le quai direction Marne-la-Vallée - Chessy, est construit à l'intérieur de la gare, et débouchera en tête de train, par une partie de la gare ressemblant à un hall, inutilisée jusqu'alors.
La conséquence la plus visible pour les voyageurs, lors de ces travaux qui ont été commencés en novembre 2005, aura été le désossement complet des faux-plafonds de toute la gare, mettant à nu le béton et les divers câbles électriques de service.
La mise en service de ces équipements est effective depuis les mois de mars-avril 2007.

### Desserte
La gare est desservie par les trains de la ligne A du RER circulant sur la branche A4 et dont le terminus se situe en gare de Marne-la-Vallée - Chessy.
La gare est desservie à raison (par sens) d'un train toutes les 10 minutes, aussi bien aux heures de pointe qu'aux heures creuses, du lundi au vendredi de 7 h à 20 h (ou 21 h selon le sens) et les samedis et dimanches de 7 h (ou 8 h) à 20 h (ou 21 h). Avant 7 h et après 20 h, la desserte est d'un train toutes les quinze minutes. Elle bénéficie tout de même d'un deuxième train toutes les dix minutes (soit deux trains aux dix minutes) lors de l'hyperpointe (de 7 h 45 à 9 h 15) en direction de Paris, situation qui n'a pas de symétrique le soir. Il existe aussi quelques trains supplémentaires lors des flancs de pointe (période de transition horaire entre les heures de pointe et les heures creuses), ce qui constitue un paradoxe dans la mesure où la gare est mieux desservie avant et après l'heure de pointe que pendant, notamment le soir.
Lors de l'hyperpointe du matin vers Paris, la gare bénéficie de la même desserte que la plupart des autres gares de la lignes, à savoir deux trains toutes les dix minutes. Seules les gares de Val de Fontenay, Noisy-le-Grand - Mont-d'Est et de Torcy voient tous les trains s'y arrêter (soit trois trains aux dix minutes). 

#### Desserte au 16 décembre 2013

##### Heures creuses
Depuis le 16 décembre 2013, la gare de Bry-sur-Marne, tout comme les gares de Neuilly-Plaisance, Noisiel et Lognes, n'a pas bénéficié d'une augmentation de son offre aux heures creuses. Elle reste toujours desservie avec 6 trains par heure. Cette fois, la gare est desservie, en alternance, par les trains omnibus en direction de Torcy, toutes les 20 minutes, et par les trains semi-directs en direction de Marne-la-Vallée - Chessy, toutes les 20 minutes.

##### Heure de pointe
Depuis le 16 décembre 2013, la gare de Bry-sur-Marne est toujours desservie aux heures de pointe, avec un train toutes les 10 minutes. Mais avant l'heure de la superpointe, les trains ayant pour ancien terminus la gare de Noisy-le-Grand-Mont d'Est, sont prolongés jusqu'à Torcy.

### Intermodalité
La gare est desservie par les lignes 120, 220 et 520 du réseau de bus RATP.
Un parking (gratuit à la journée) d'une capacité de 120 places est situé en face de la gare. Un parking à vélo est situé devant l’accès.